# Okres Revúca
Okres Revúca je jedním z okresů Slovenska. Leží v Banskobystrickém kraji, v jeho východní části. Na severu hraničí s okresem Brezno, na jihu s Maďarskem, na západě s okresem Rimavská Sobota a na východě s okresem okresem Rožňava.